# ريمو فيرنانديز
ريمو فيرنانديز (بالإنجليزية: Remo Fernandes) هو ملحن هندي، ولد في 8 مايو 1953 في بانجيم في الهند.

## وصلات خارجية
- ريمو فيرنانديز على موقع IMDb (الإنجليزية)
- ريمو فيرنانديز على موقع ميوزك برينز (الإنجليزية)
- ريمو فيرنانديز على موقع ديسكوغز (الإنجليزية)
- ريمو فيرنانديز على موقع قاعدة بيانات الفيلم (الإنجليزية)